# Kľušov
Kľušov és un poble i municipi d'Eslovàquia. Es troba a la regió de Prešov, al nord del país.

## Història
La primera referència escrita de la vila data del 1332.

## Demografia
| Godina             | 1994 | 2004   | 2014   | 2024   |
| ------------------ | ---- | ------ | ------ | ------ |
| Nombre de persones | 970  | 1033   | 1092   | 1089   |
| Diferència         |      | +6,49% | +5,71% | −0,27% |

| Godina             | 2023 | 2024   |
| ------------------ | ---- | ------ |
| Nombre de persones | 1074 | 1089   |
| Diferència         |      | +1,39% |